# Striep

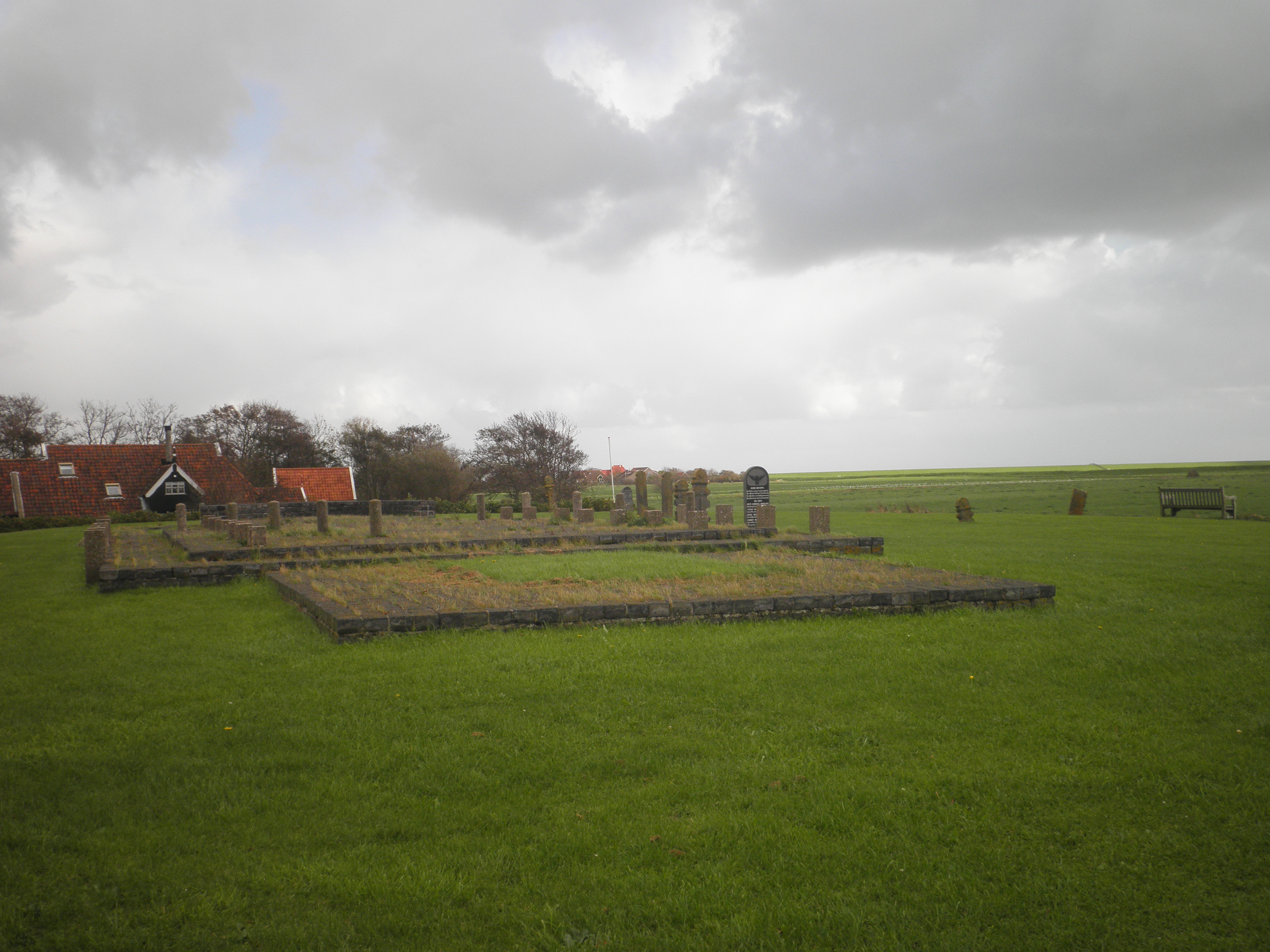
Het kerkhof, met het huidige Striep in de verte achter de bomen

Striep (Aasters: Striep; Standaardfries: Stryp), vroeger ook als Zurijp, Surijp, Suryp, Sirip, Seerijp of Zeerijp gespeld, is een gehucht op het waddeneiland Terschelling, provincie Friesland (Nederland), gelegen aan de waddendijk ten zuiden van Midsland. Op 1 januari 2019 had het gehucht 18 inwoners.

## Geschiedenis
Het gehucht is gebouwd bij een oude uitwateringssluis in de Waddendijk en dankt daaraan de Nederlandse naam Seerijp of Zeerijp (als in het Groningse Zeerijp). De uitwateringssluis is tijdens de ruilverkaveling van 1948 verwijderd.
Striep is de oudste nederzetting van Terschelling en was in de Middeleeuwen de woonplaats van de eilander adel. In 1545 werd er een klein kasteeltje gebouwd, dat moest dienen als buitenverblijf voor Cornelis II van Bergen, de heer van Terschelling en Griend tussen 1529 en 1560. Later huisden hier de graven van Arenberg.
Sinds 2009 is Striep de officiële naam. Daarvoor werd het gehucht aangeduid met de naam Seerijp. Striep verwijst naar een zeer oude nederzetting die iets ten westen van het huidige gehucht heeft gelegen. Een overblijfsel hiervan is het Strieperkerkhof, gelegen ten zuidwesten van Midsland.

## Strieperkerkhof
Uit onderzoek is gebleken dat op het Strieperkerkhof een houten kerkje heeft gestaan rond het jaar 850. Op het Strieperkerkhof zijn de oudste bewoningsresten van het eiland Terschelling aangetroffen. Op het Strieperkerkhof werd later een stenen kerk gebouwd, de Sint Maartenskerk, die in 1569 door de watergeuzen in brand is gestoken. De toren is in 1603 ingestort. Sindsdien is het Strieperkerkhof een grafheuvel waarin tot 1916 nog werd begraven. Het kerkhof functioneerde lang als begraafplaats voor West-Terschelling, nadat het oude kerkhof van West in zee was verdwenen.
Het Strieperkerkhof is volgens een sage nauw verbonden met de inval van de Engelse vloot op Terschelling in 1666. De Engelsen staken toen West-Terschelling in brand en trokken zo verder over het eiland naar het oosten. In de rook en de mist zagen ze in de verte de grafheuvel met enkele zerken. Een vrouwtje uit de buurt, bekend als het Stryper Wyfke, deed de uitspraak "Ze staan er bij honderden, maar liggen er bij duizenden", verwijzend naar de graven. De Engelsen dachten dat er een vijandelijk leger lag en maakten rechtsomkeert. Het Stryper Wyfke redde daarmee het oosten van Terschelling voor plundering en brandschatting. Later is er een standbeeld van het Stryper wyfke geplaatst aan de hoofdweg over Terschelling.

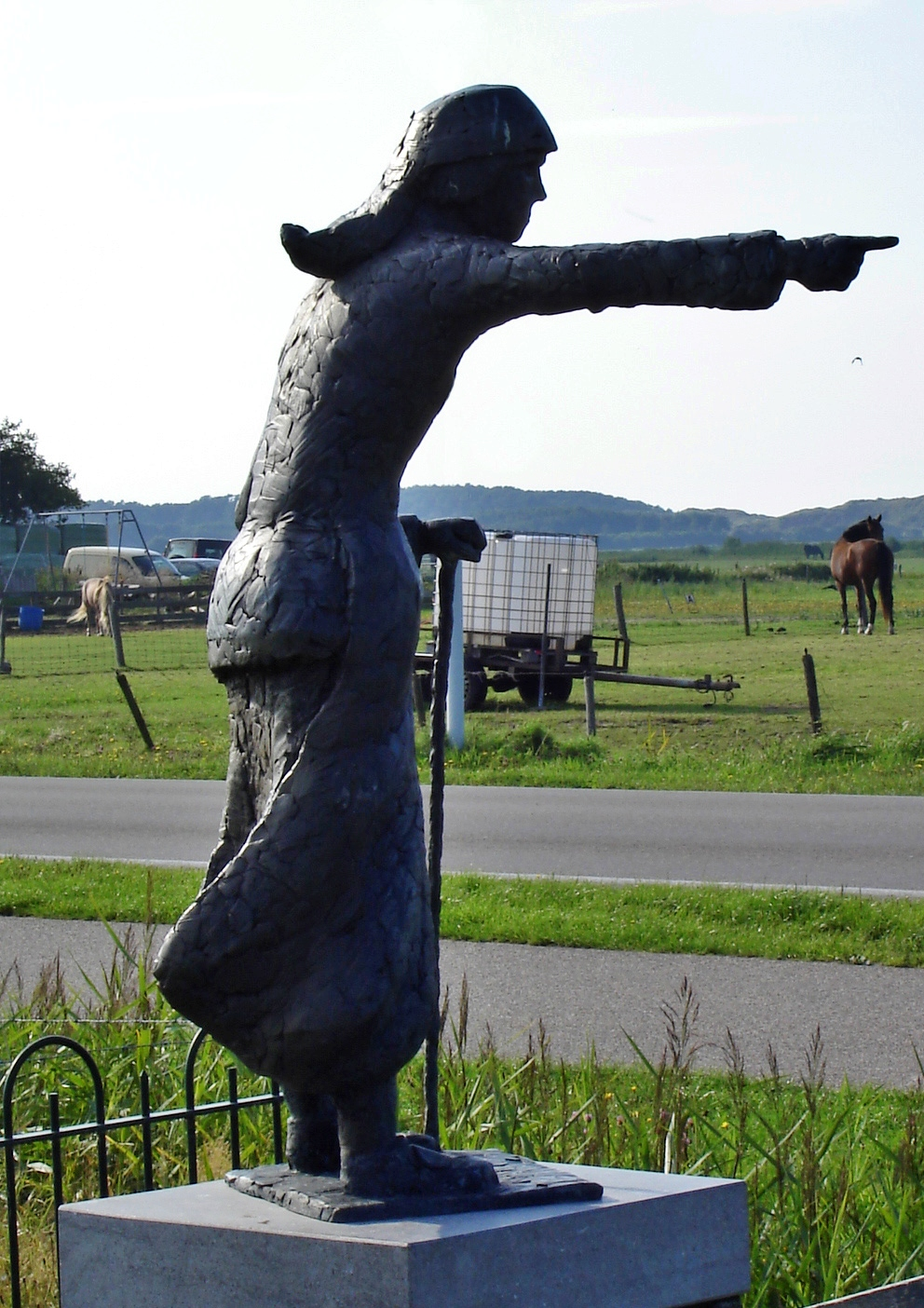
Het beeld van het Stryper wyfke, aan de hoofdweg
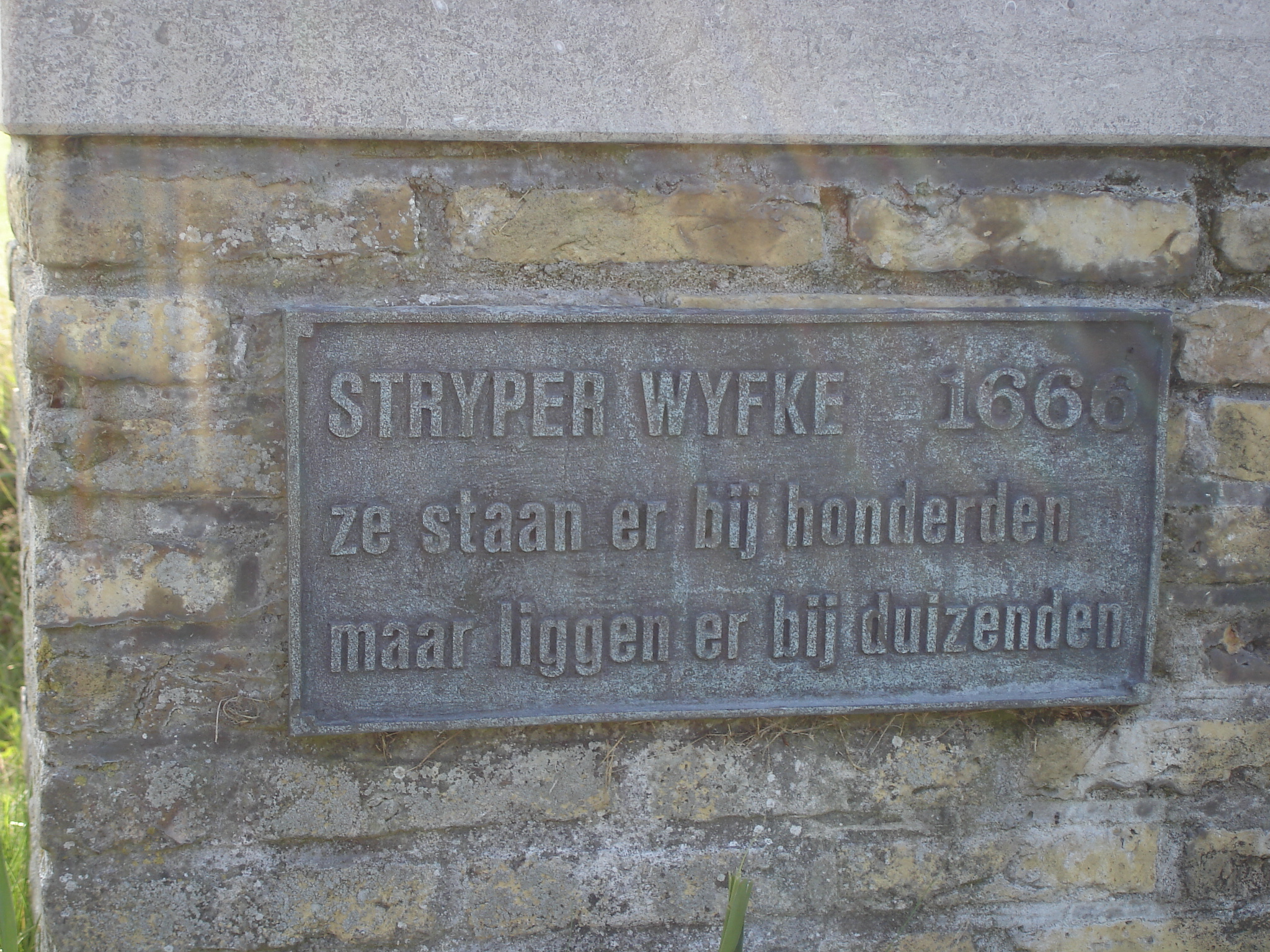
Het bordje onder het beeld
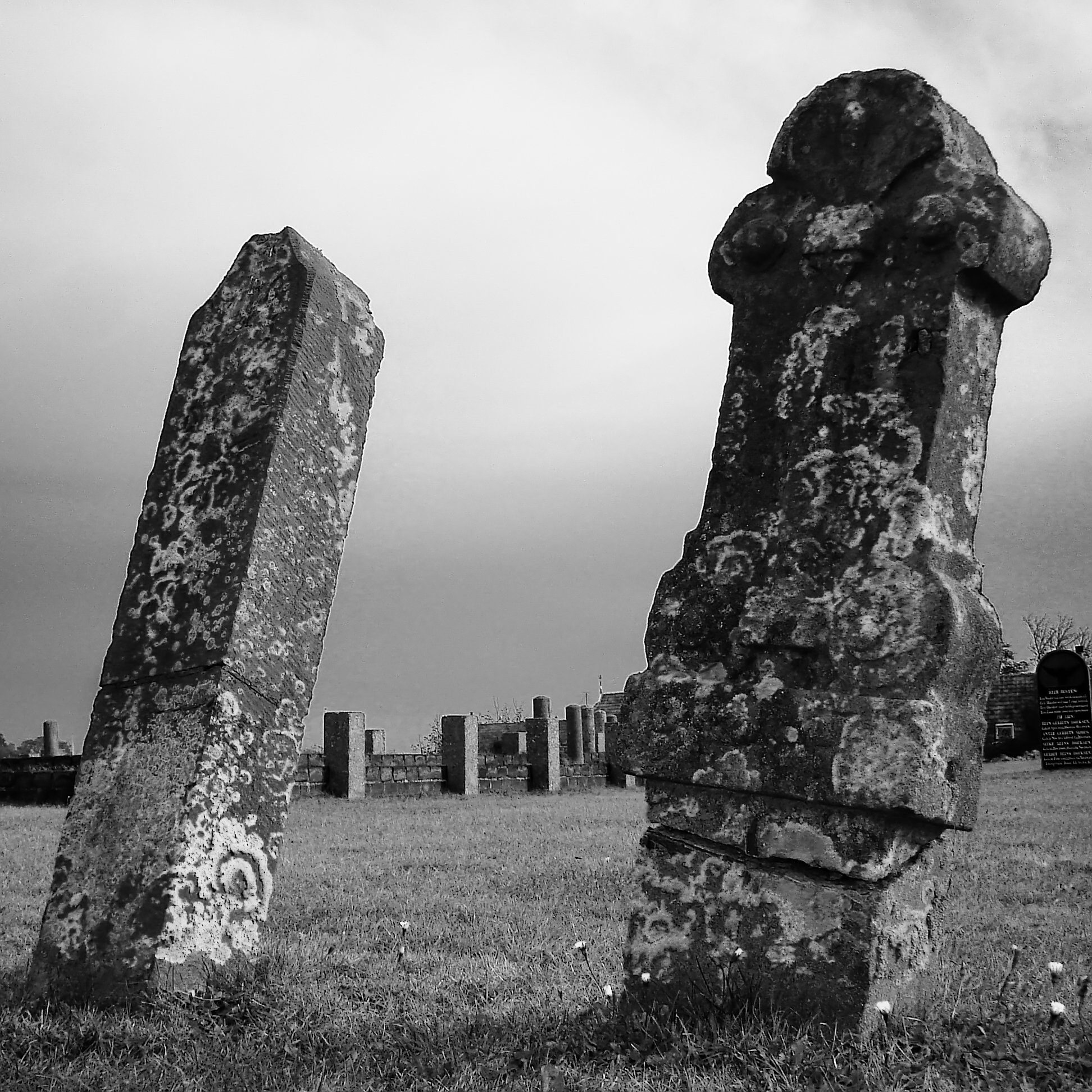
Strieperkerkhof

## Polder
Ten zuiden van Striep ligt de polder Het Nieuwland, beter bekend als de Strieper Polder. Het is een door een oude waddendijk van de Terschellinger polder gescheiden aparte polder, die in 1602 is bedijkt. De dijken van de Strieper Polder zijn nadien regelmatig doorgebroken, het laatst in 1825. Het Ponswiel, een klein meertje ten noorden van de oude dijk, is een overblijfsel van een dijkdoorbraak.
Dorpen en buurtschappen: Baaiduinen · Dellewal · Formerum · Halfweg · Hee · Hoorn · Horp · Kaard · Kinnum · Landerum · Lies · Midsland · Midsland aan Zee · Midsland-Noord · Oosterend · Striep · West aan Zee · West-Terschelling

Friesland: Steden en dorpen      Nederland: Provincies · Gemeenten